# Седжвик, Адам (зоолог)
А́дам Се́джвик (англ. Adam Sedgwick; 28 сентября 1854 — 27 февраля 1913) — английский зоолог, эмбриолог, сравнительный анатом. Член Лондонского королевского общества (1886). Внучатый племянник и тёзка английского геолога Адама Седжвика (1785—1873).

## Биография
Адам Седжвик родился в 1854 году в Норидже в семье викария Ричарда Седжвика и Мэри Джейн Вудхауз. Образование получил в Колледже Мальборо (англ. Malborough College). Недолгое время проучился в Королевском колледже Лондона, оставив который в 1874 году поступил в Тринити-колледж Кембриджского университета. Учился у Майкла Фостера, Фрэнсиса Бальфура, Артура Мильнса Маршала. С отличием сдав трайпос по естественным наукам в 1877 году, Седжвик стал ассистентом и соавтором Бальфура. Первая их публикация вышла в 1879 году и была посвящена головным почкам зародыша курицы. Дальнейшие исследования Седжвика в то время касались развития выделительной системы позвоночных, одна публикация была посвящена панцирным моллюскам.
В мае 1882 года в Кембриджском университете специально для Фрэнсиса Бальфура была учреждена должность профессора морфологии животных, однако уже в июле он погиб в результате несчастного случая в Альпах. В результате профессорская позиция была закрыта, но осенью преподаватели и профессора университета обратились к вице-канцлеру с просьбой разрешить Седжвику, незадолго до того получившему степень магистра, продолжить преподавательскую деятельность Бальфура. Прошение было удовлетворено, в 1884 году Седжвик получил должность лектора Тринити-колледжа по анатомии животных, а в 1890 году — должность преподавателя (англ. reader). Наиболее значительным вкладом Седжвика в биологию считаются исследования эмбрионального развития онихофор Peripatopsis capensis (=Peripatus capensis), привезённых им в Англию из Капской колонии в 1883 году.
В 1892 году Седжвик женился на Лоре Робинсон (1874—1950), уроженке Армы (Северная Ирландия). У них родились два сына и дочь. В 1897 году Седжвик прекратил исследовательскую деятельность и получил должность тьютора в Тринити-колледже, на которой проработал следующие десять лет. В этот период он выпустил трёхтомный учебник «Student's Text-book in Zoology» (1889, 1905, 1909), а также ряд статей, критикующих клеточную теорию, биогенетический закон и явление рекапитуляции, теорию зародышевых листков. Несмотря на агрессивное несогласие с устоявшимися биологическими концепциями того времени, у Седжвика был ряд последователей. В 1907 году после смерти Альфреда Ньютона его пригласили возглавить кафедру зоологии, однако уже в 1909 году Седжвик уходит из университета (вероятно, из-за недовольства постановлениями, принятыми осенью 1908 года), чтобы занять должность профессора зоологии в недавно учреждённом Имперском колледже Лондона.
Адам Седжвик умер 27 февраля 1913 года после продолжительной болезни лёгких.

## «Метамерная» гипотеза
В 1884 году в статье «On the origin of metameric segmentation and some other morphological questions» Седжвик предложил гипотезу происхождения трёхслойных животных от двухслойного предка, напоминавшего планом строения некоторых современных коралловых полипов (их напомнили Седжвику зародыши исследуемых им в то время онихофор). По Седжвику сквозной кишечник трёхслойных возник результате смыкания губ вытянутого рта предка, а вторичная полость тела представляет собой отделившиеся от кишечника камеры, которые у двухслойного предка были образованы многочисленными септами. Согласно гипотезе, ранние трёхслойные организмы уже обладали метамерным строением, развившемся из цикломерного в результате удлинения тела вдоль оси кишечника. Эти идеи выступили альтернативой турбеллярной гипотезе Арнольда Ланга и были впоследствии поддержаны Эдуардом ван Бенеденом, Огюстом Ламером и некоторыми другими сравнительными морфологами.

## Некоторые публикации
- On the existence of a rudimentary head-kidney in the embryo chick // Proceedings of the Royal Society of London. — 1878. — Vol. 27. — P. 443—446.
- On the existence of a head kidney in the embryo chick, and on certain points in the development of the Mullerian duct // Quarterly Journal of Microscopical Science. — 1879. — Vol. 19. — P. 1—20.
- On the origin of metameric segmentation and some other morphological questions // Quarterly journal of microscopical science. — 1884. — Vol. 24. — P. 43—82.
- The development of the Cape species of Peripatus. Part I // Quarterly Journal of Microscopical Science. — 1885. — Vol. 25. — P. 449—468.
- The development of the Cape species of Peripatus. Part II // Quarterly Journal of Microscopical Science. — 1886. — Vol. 26. — P. 175—212.
- The development of the Cape species of Peripatus. Part III // Quarterly Journal of Microscopical Science. — 1887. — Vol. 27. — P. 34—37.
- The development of the Cape species of Peripatus. Part IV // Quarterly Journal of Microscopical Science. — 1888. — Vol. 28. — P. 373—396.
- A Student's Text-book of Zoology. — London: Swan Schneider and Co., 1898. — Vol. 1.
- A Student's Text-book of Zoology. — London: Swan Schneider and Co., 1905. — Vol. 2.
- A Student's Text-book of Zoology. — London: Swan Schneider and Co., 1909. — Vol. 3.